# Ronde van Emilia 1999
De 82e editie van de wielerwedstrijd Ronde van Emilia vond plaats op 25 september 1999. De wedstrijd startte in Ferrara en finishte 198 kilometer later in Bologna. De Nederlander Michael Boogerd passeerde solo de eindstreep.

## Uitslag
| Plaats  | Naam                 | Ploeg                          | Tijd     |
| ------- | -------------------- | ------------------------------ | -------- |
| Winnaar | Michael Boogerd      | Rabobank                       | 5u02'00" |
| 2       | Massimo Donati       | Vini Caldirola-Sidermec        | + 0'20"  |
| 3       | Marcello Siboni      | Mercatone Uno-Bianchi          | + 0'40"  |
| 4       | Jean-Cyril Robin     | La Française des Jeux          | + 0'46"  |
| 5       | Francesco Casagrande | Vini Caldirola-Sidermec        | + 1'07"  |
| 6       | Sergio Barbero       | Mercatone Uno-Bianchi          | z.t.     |
| 7       | Dave Bruylandts      | Palmans-Cras                   | z.t.     |
| 8       | Roberto Sgambelluri  | Cantina Tollo-Alexia Alluminio | z.t.     |
| 9       | Mirko Celestino      | Team Polti                     | + 1'15"  |
| 10      | Marco Serpellini     | Lampre-Daikin-Colnago          | + 1'20"  |

Mannen:
1909 · 1910 · 1911 · 1912 · 1913 · 1914 · 1915 · 1916 · 1917 · 1918 · 1919 · 1920 · 1921 · 1922 · 1923 · 1924 · 1925 · 1926 · 1927 · 1928 · 1929 · 1930 · 1931 · 1932 · 1933 · 1934 · 1935 · 1936 · 1937 · 1938 · 1939 · 1940 · 1941 · 1942 · 1943 · 1944 · 1945 · 1946 · 1947 · 1948 · 1949 · 1950 · 1951 · 1952 · 1953 · 1954 · 1955 · 1956 · 1957 · 1958 · 1959 · 1960 · 1961 · 1962 · 1963 · 1964 · 1965 · 1966 · 1967 · 1968 · 1969 · 1970 · 1971 · 1972 · 1973 · 1974 · 1975 · 1976 · 1977 · 1978 · 1979 · 1980 · 1981 · 1982 · 1983 · 1984 · 1985 · 1986 · 1987 · 1988 · 1989 · 1990 · 1991 · 1992 · 1993 · 1994 · 1995 · 1996 · 1997 · 1998 · 1999 · 2000 · 2001 · 2002 · 2003 · 2004 · 2005 · 2006 · 2007 · 2008 · 2009 · 2010 · 2011 · 2012 · 2013 · 2014 · 2015 · 2016 · 2017 · 2018 · 2019 · 2020 · 2021 · 2022 · 2023 · 2024
Vrouwen:
2014 · 2015 · 2016 · 2017 · 2018 · 2019 · 2020 · 2021 · 2022 · 2023 · 2024